# 孫多鈺
孫多鈺（1882年2月26日—1951年4月26日），字章甫，安徽省鳳陽府壽州人，宣統二年工科進士，其祖父孫家鼐是咸豐九年己未科狀元。1905年入美康乃尔大学土木工程系学习，回国后廷授予工科进士。1910年任吉长铁路工程师，1913年任沪宁沪杭甬铁路管理局总办。1919年其兄孙多森病故，接任北京通惠实业公司总裁、中孚银行总经理。翌年任浦口商埠管理局局长。1923年1月任北京政府交通部次长，翌年辞职。1929年接任阜丰面粉公司董事长，并兼直隶滦洲矿务公司副董事长、启新洋灰公司常务董事。1937年起任开滦矿务局天津局华方经理。1951年4月26日病故于天津。其子孙孚方 （页面存档备份，存于）（第八子）南开大学历史系教授，孙女孙以羚。

## 生平
光緒二十五年(1899年)赴美國學習，曾入華盛頓市立中學、康奈爾大學土木工程系。
宣統二年(1910年)九月二日，內閣奉上諭：孫多鈺著賞給工科進士。
宣統三年(1911年)，授職翰林院檢討。
民國2年（1913年）2月25日，辭差交通部吉長鐵路總辦。
民國5年（1916年）8月12日，仍回原差寧湘鐵路工程局局長。
民國5年（1916年）11月10日，派株欽鐵路工程局局長。
民國6年（1917年）1月31日，兼充周襄鐵路工程局局長。
民國6年（1917年）9月8日，派交通部交通研究會會員。
民國6年（1917年）12月20日，派充交通部鐵路技術委員會會員。
民國7年（1918年）5月31日，派充交通部運輸會議議員。
民國7年（1918年）6月8日，列席交通部第一次運輸會議會員。
民國9年（1920年）9月16日，派充交通部賑災委員會會員。
民國9年（1920年）10月23日，派督辦浦口商埠事宜。
民國9年（1920年）11月22日，派交通部鐵路財政籌議會普通會員。
民國10年（1921年）11月20日，派交通部賑災委員會會員。
民國10年（1921年）12月3日，呈請辭職株欽鐵路工程局局長兼周襄鐵路工程局局長。
民國11年（1922年）7月6日，派充全國財政討論委員會委員。
民國11年（1922年）9月15日，呈請辭職督辦浦口商埠事宜。
民國12年（1923年）1月30日，任命交通部次長。
民國12年（1923年）1月31日，任命交通部次長。
民國12年（1923年）3月14日，派蒙疆善後委員會委員。
民國12年（1923年）5月4日，派整理內外債委員會委員。
民國12年（1923年）9月1日，派鐵路警備事務處處長。
民國13年（1924年）11月5日，因病辭職交通部次長。
民國13年（1924年）后，专任中孚银行董事長。
民國17-20年（1928-1931年），曾被選為天津英租界工部局董事。
民國18年（1929年）接任阜豐麵粉公司董事長，同時兼任天津啟新洋灰公司常務董事及灤州礦務公司副董事長。
民國24年（1935年），任江南水泥公司副董事長。
民國27年（1938年），任開灤礦務局總經理。
民國37年（1948年）去台灣，1950年返回天津居住，直到病故。

## 家族
其妻是李瀚章的孫女(四子李經湘之女)。

## 延伸阅读
[在维基数据编辑]
 《游美同學錄·孫多鈺》，出自《游美同學錄》